# Dekolletage

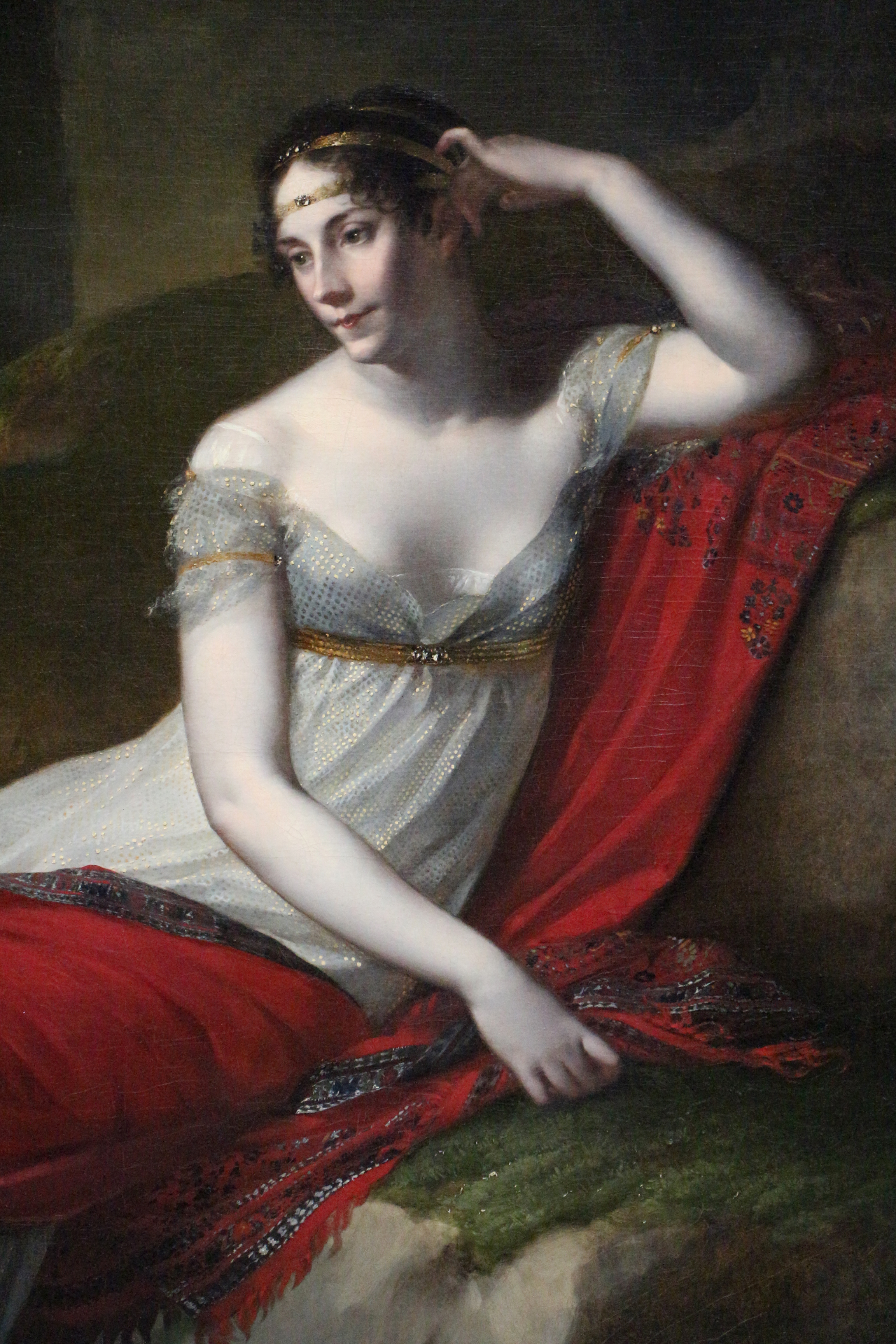
Kejsarinnan Joséphine av Frankrike. Målning av Pierre Paul Prud'hon från år 1805.

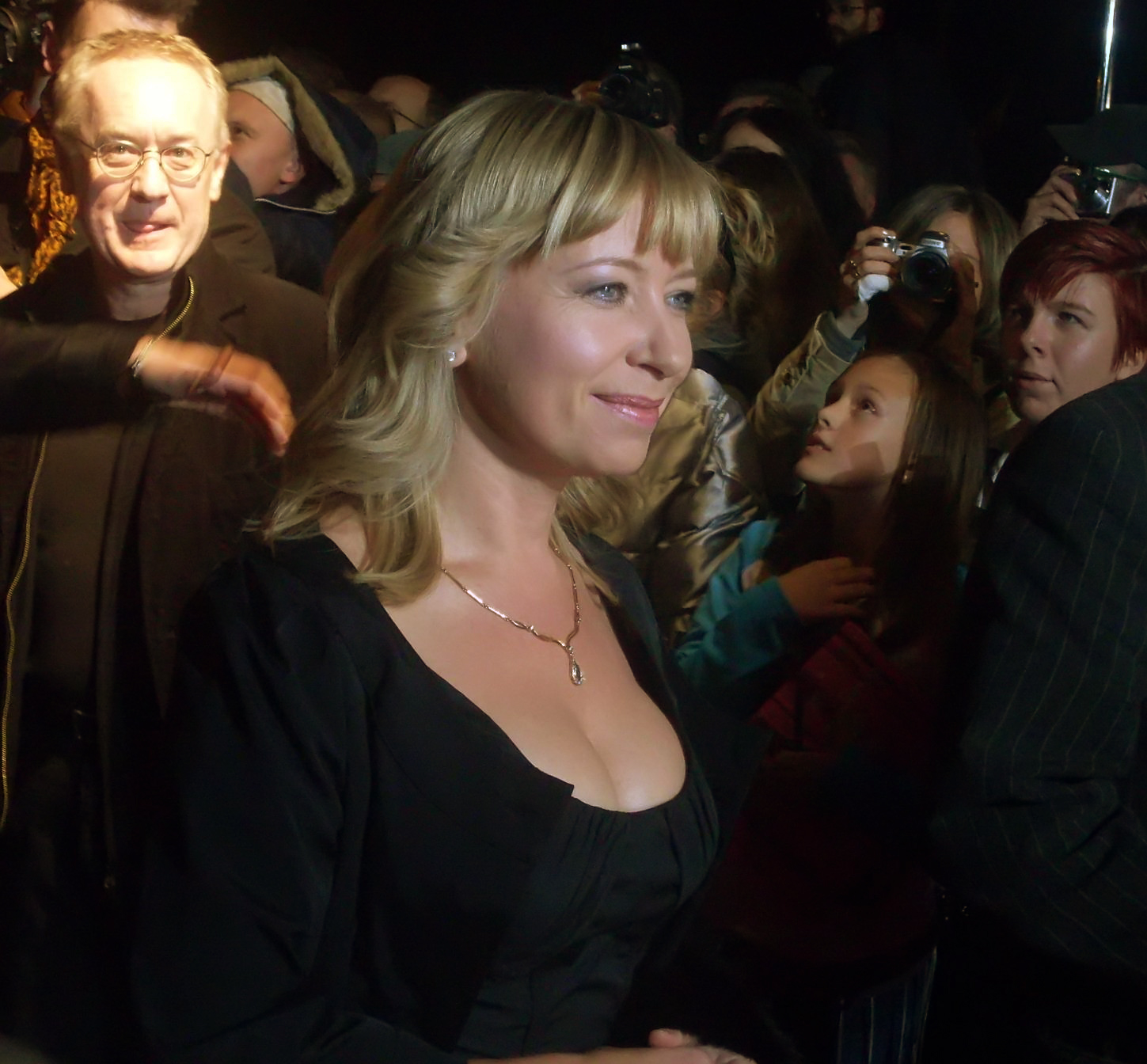
Den polska skådespelerskan Dorota Segda på filmfestival i Gdansk 2008.

Dekolletage (av franska décolletage, av décolleter ’skära’) är en djup och/eller bred urringning, på ett kvinnligt klädesplagg, ofta en aftonklänning, som visar mer eller mindre av kvinnans hud, främst från halsen ner till bysten, men det avser även skärningen på ryggen ned från nacken.
Dekolletagens form och storlek har varierat med modet sedan 1400-talet. Ofta har dekolletage under 1900-talet varit förknippat med högtidsdräkt, men från 1960-talet har dekolletage blivit vanligt även i vardagskläder.

## Funktion
Dekolletaget har ingen egentlig praktisk funktion, men har ändå haft mycket stor betydelse i kvinnomodet.
Den brittiska zoologen och etologen Desmond Morris har fört fram teorin att klyftan mellan brösten är en sexuell signal som imiterar klyftan mellan kvinnors skinkor. De två klyftorna har likheter och båda tycks vara en stark sexuell signal.
Till skillnad från andra primater skyms kvinnors skinkor och genitalier av människans upprätta hållning, samtidigt som kvinnobrösten kommit att förstoras avsevärt i evolutionen. Detta är grund för hypotesen om en evolutionär förändring där parning, beredskap och attraktionskraft hos kvinnor har flyttats från skinkornas klyfta till bröstens.
Evolutionspsykologer har fört fram teorin att människors permanent förstorade bröst, i motsats till andra primaters bröst, som bara förstoras under ägglossningen, tillåter kvinnor att påkalla manlig uppmärksamhet även när de inte är fertila. Men Morris konstaterar att under de senaste åren har det funnits en trend mot denna teori.
Enligt socialhistorikern David Kunzle är ”waist confinement” och dekolletage primära sexualiseringsinstrument i västerländsk dräkt. Men i slutet av 2000-talet, har uppmärksamheten på klyfta och bröst flyttats mot skinkor och bakdel, särskilt i massmedia. 

## Historia

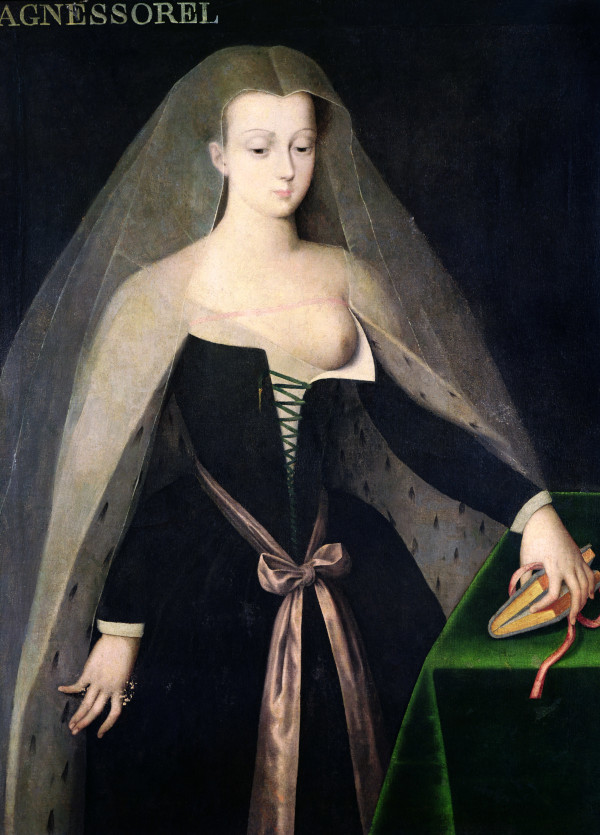
Agnès Sorel, konstnär okänd.

Dekolletage var mode redan på Kreta under 1600-talet före Kristus, och återkom på medeltiden. Klänningar som visar kvinnans hals och övre delen av hennes bröst var vanliga och okontroversiellt i Europa från åtminstone 1200-talet fram till den viktorianska perioden under 1800-talet.
Bal- eller aftonklänningar var ofta lågt skurna med ett fyrkantigt dekolletage som syftade till att visa och framhäva klyftan mellan brösten. Djupt urringade klänningar uppfattades mer acceptabelt förr än idag. Däremot exponerades inte en kvinnas blottade ben, vrister eller axlar.
Agnès Sorel, älskarinna till Karl VII av Frankrike, berättas ha startat ett mode år 1450 när hon vid det franska hovet bar en klänning med så djupt dekolletage att den nästan helt blottade brösten. Även andra kvinnor i tidens aristokrati avbildades med exponerade bröst, exempelvis Simonetta Vespucci, i en målning av Piero di Cosimo omkring 1480. Även under 1500-talet var djupa dekolletage vanliga. Kvinnans bröst var en statussymbol, som markerade skönhet, välstånd och hälsa.

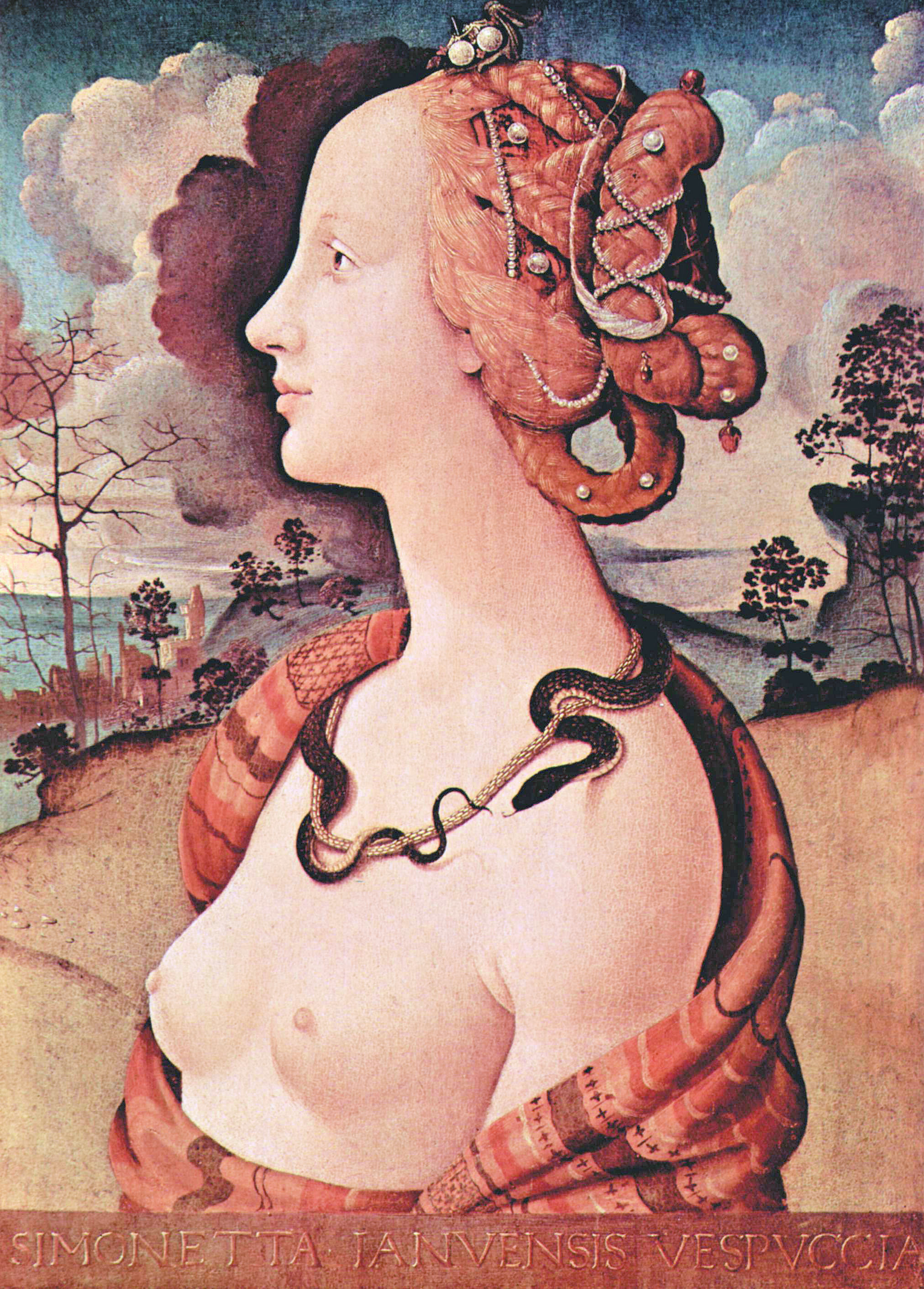
”Simonetta Vespucci”, omkring 1480, Musée Condé, Chantilly

Under renässansen, med dess stränga spanska mode, förbjöds dekolletaget, men återkom senare under barocken och rokokon. Under Napoleons tid var det dessutom populärt med närapå genomskinliga tyger.
Under viktorianismen förutsattes kvinnor dölja brösten helt, höga kragar var norm, men under senare 1800-talet kom dekolletagen tillbaka för högtidskläder. Särskilt kan nämnas 1850- och 1860-talens aftonklänningar, vilkas generösa ringningar dessutom lämnade axlarna bara.
Kring 1913 blev det mode med klänningar som hade en liten rund eller V-formad ringning, vilket skapade stor uppmärksamhet.
Kring första världskriget blev dekolletagen mer återhållsamma, medan exponeringen av ben blev mer tillåtet i väst, och förblev så under nästan ett halvt sekel. Under 1930-talet blev djupa ryggdekolletage mode.
I filmen The French Line, 1954, ansågs några av Jane Russells dekolletage stötande enligt Hays Code, klänningarna beskrevs som "intentionally designed to give a bosom peep-show effect beyond even extreme décolletage".
Det behålösa modet slog igenom efter 1968, först bland radikala feminister och unga kvinnor. Det blev snabbt uppfattat som modernt, ungt, fräscht och naturligt och efter hand ett allmänt mode. Omkring 1980 blev behå åter ett modeplagg, men sedan 2015 har det behålösa modet börjat komma tillbaka. Under hela denna tid har dekolletage i olika form varit förhållandevis accepterat i modet.

## Bilder

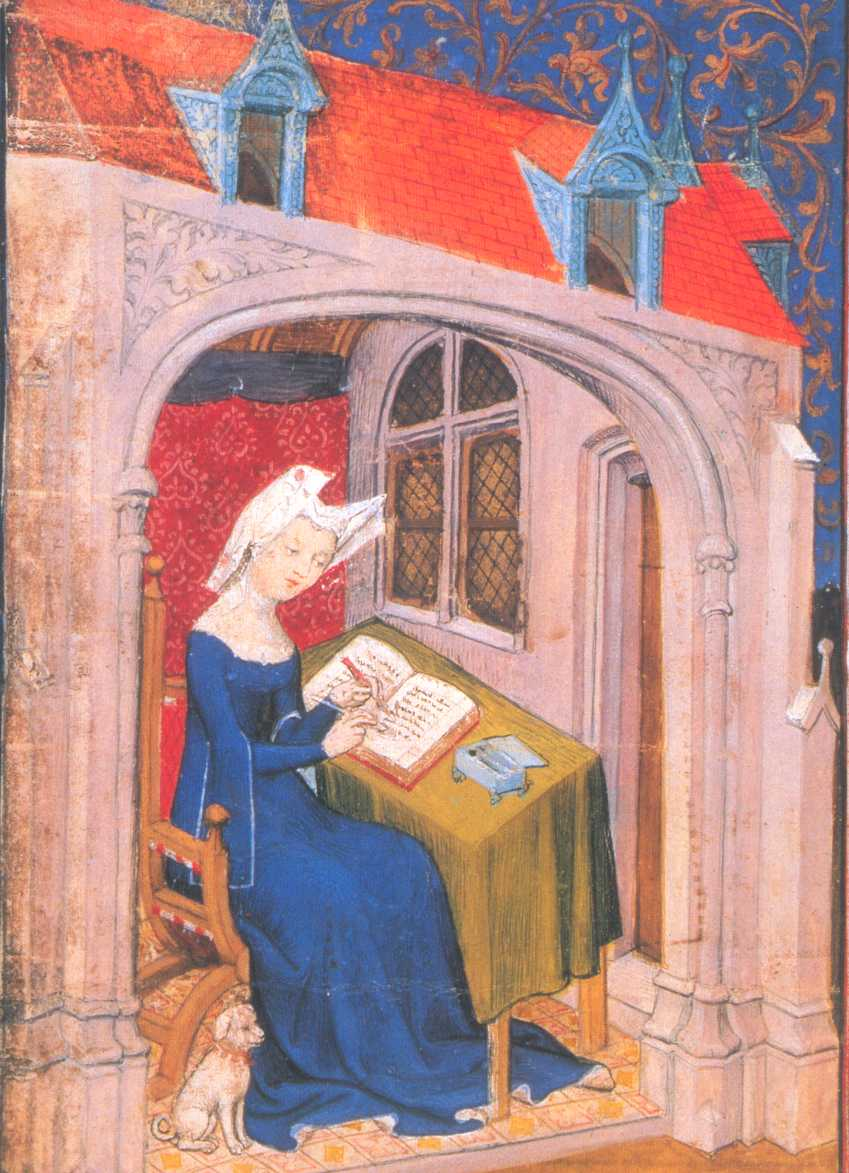
Christine de Pizan, 1407.
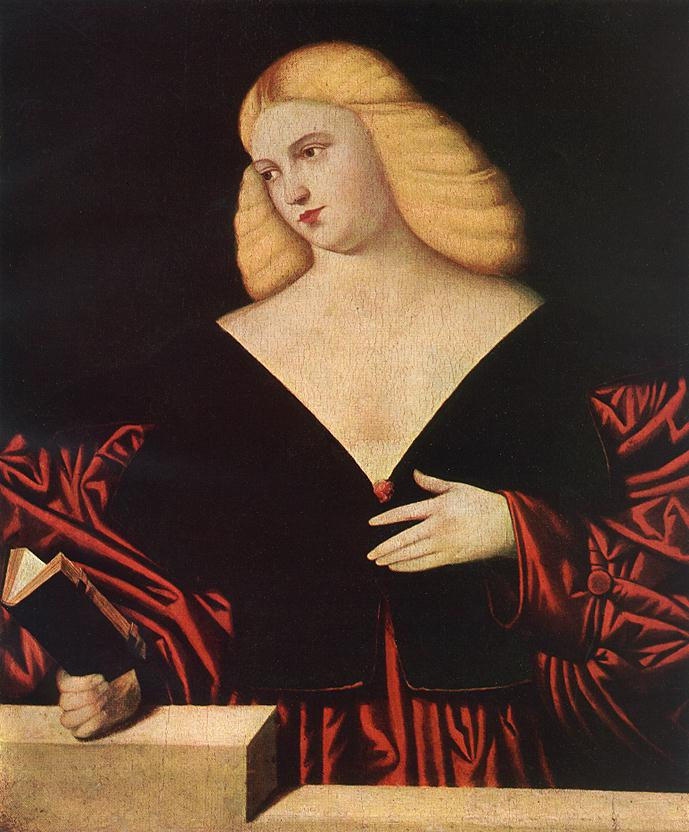
Porträtt av kvinna, 1500-talet.
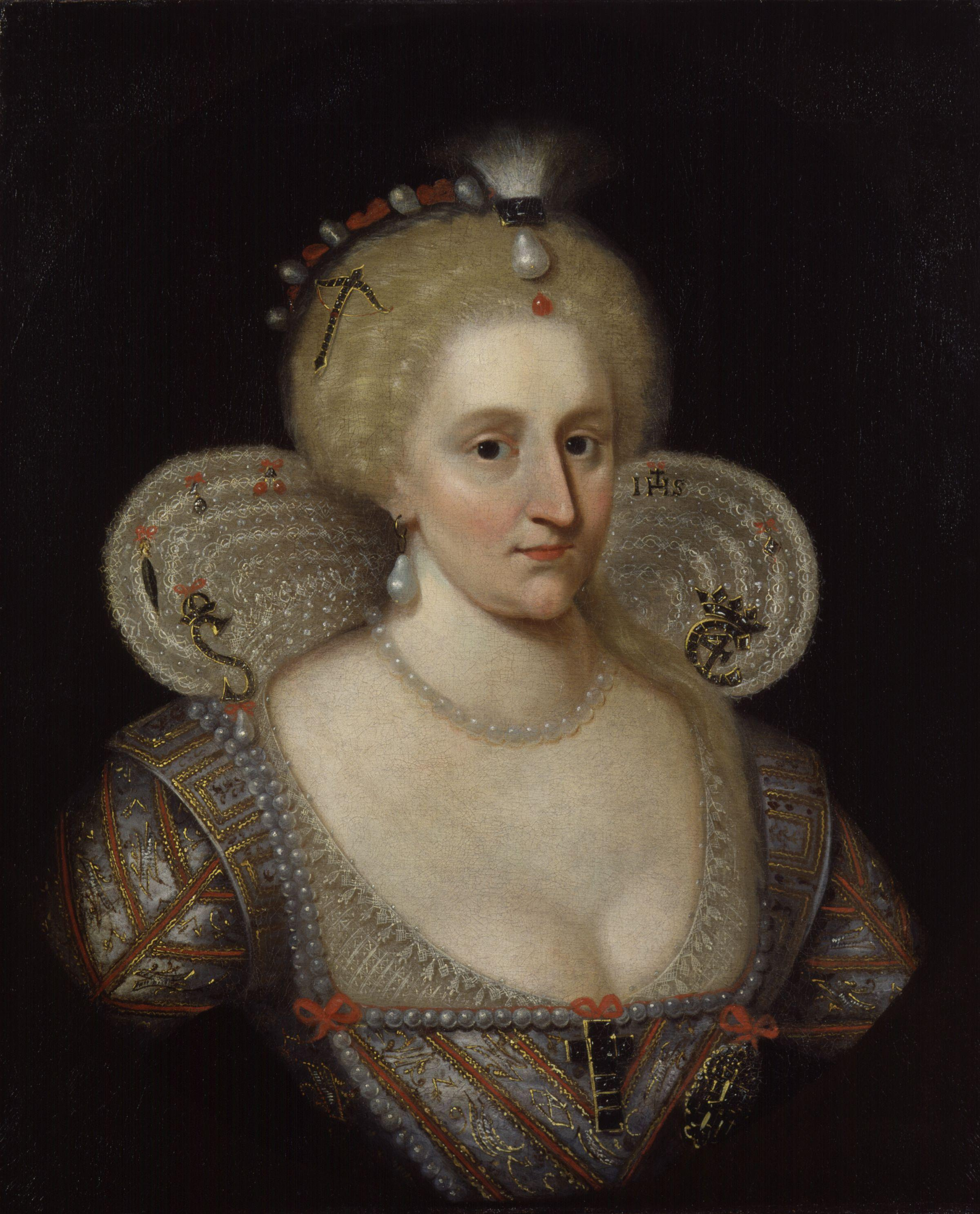
Anne av Danmark, ca 1617.
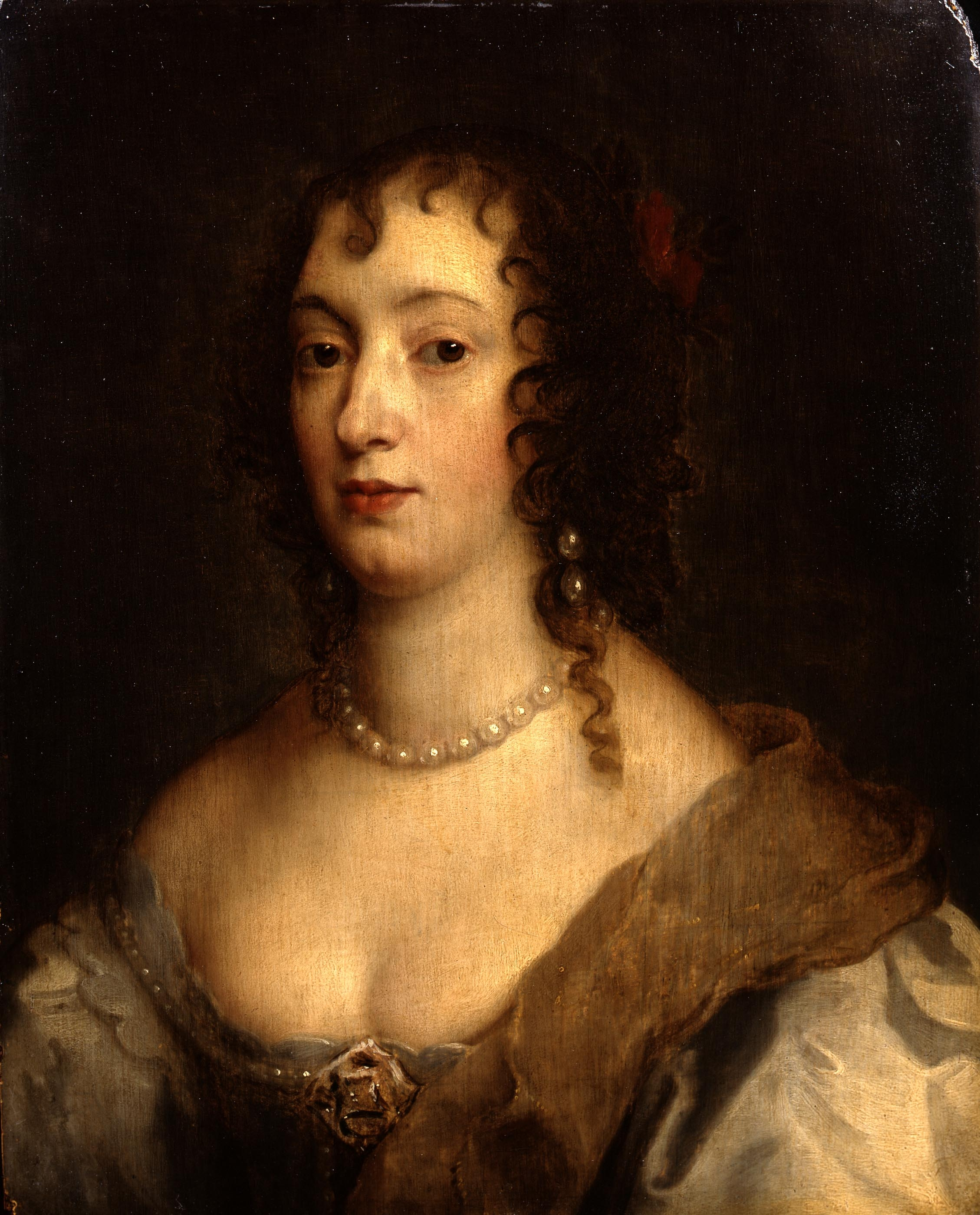
Grevinnan Anne Villiers, ca 1640.
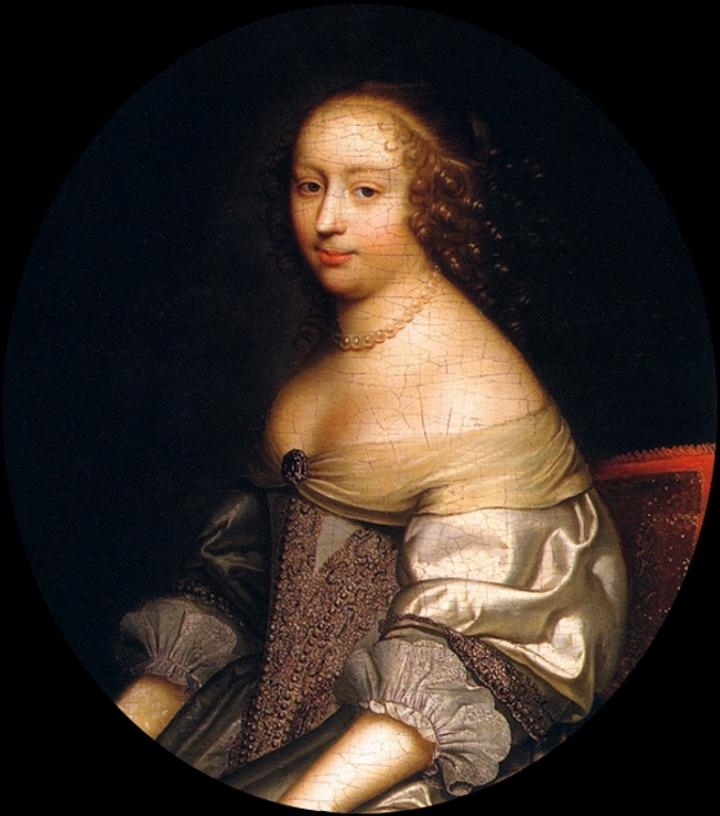
Marie Jeanne Baptiste av okänd artist, 1660.
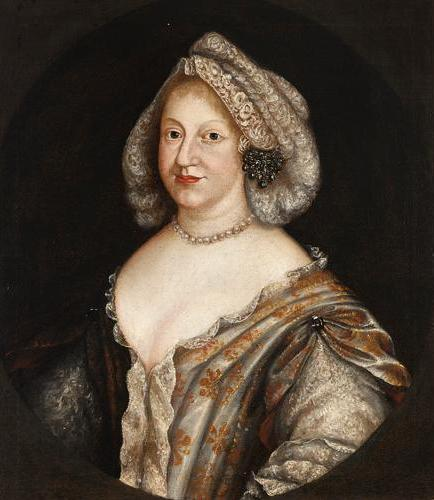
Prinsessan Wilhelmine Ernestine av Danmark, slutet av 1600-talet.
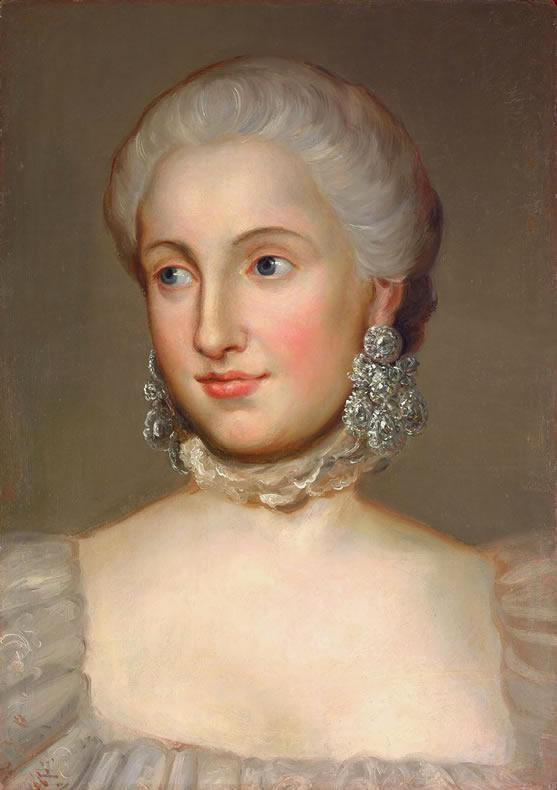
Isabella av Parma, mitten av 1700-talet.
Napoleons syster Pauline i moderiktigt tunt tyg, 1803.
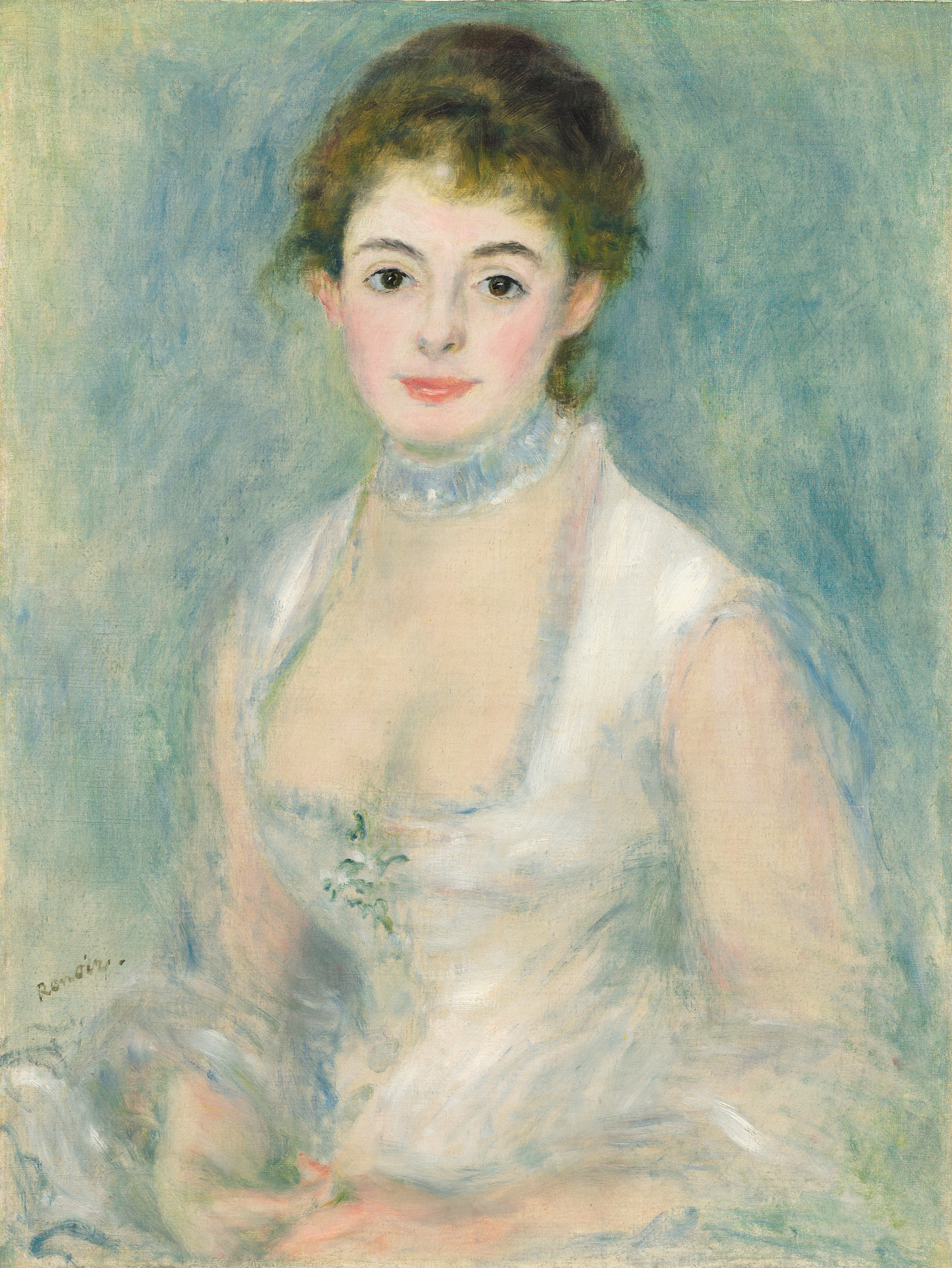
Renoir, Porträtt av Madame Henriot, 1876.
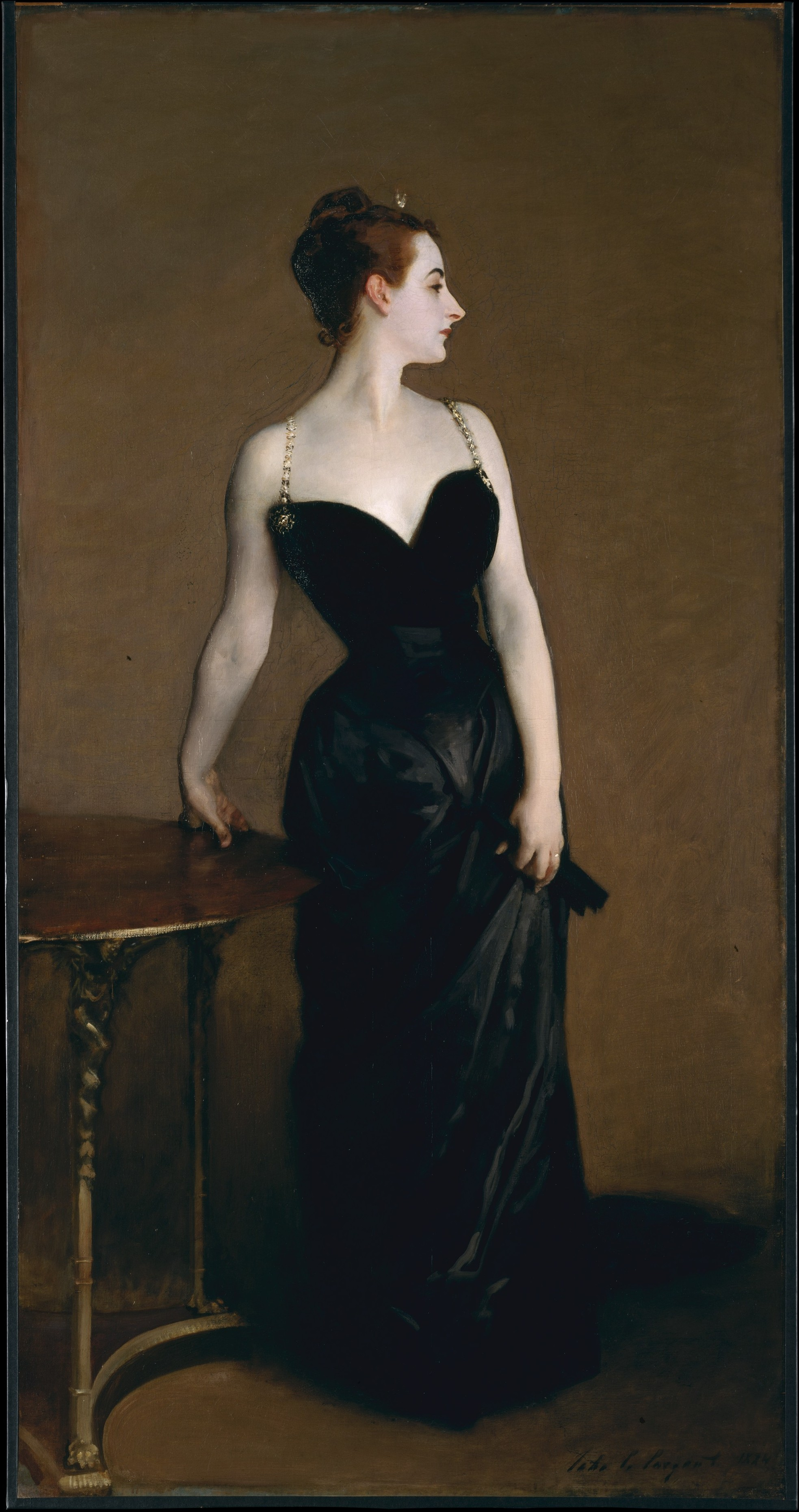
John Singer Sargent, Porträtt av Madame X, 1884.
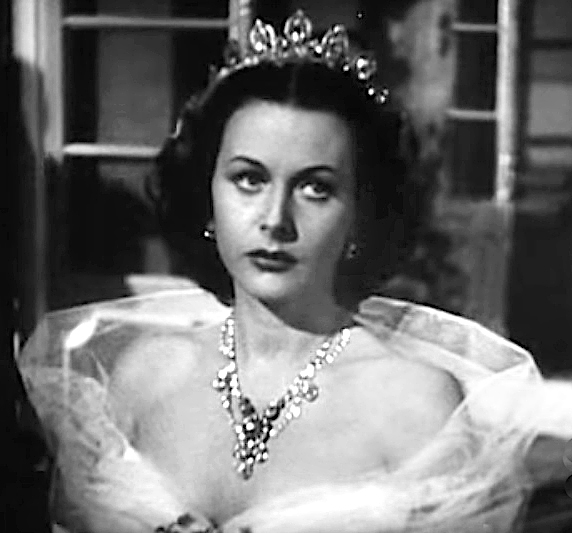
Hedy Lamarr i filmen Her Highness and the Bellboy.
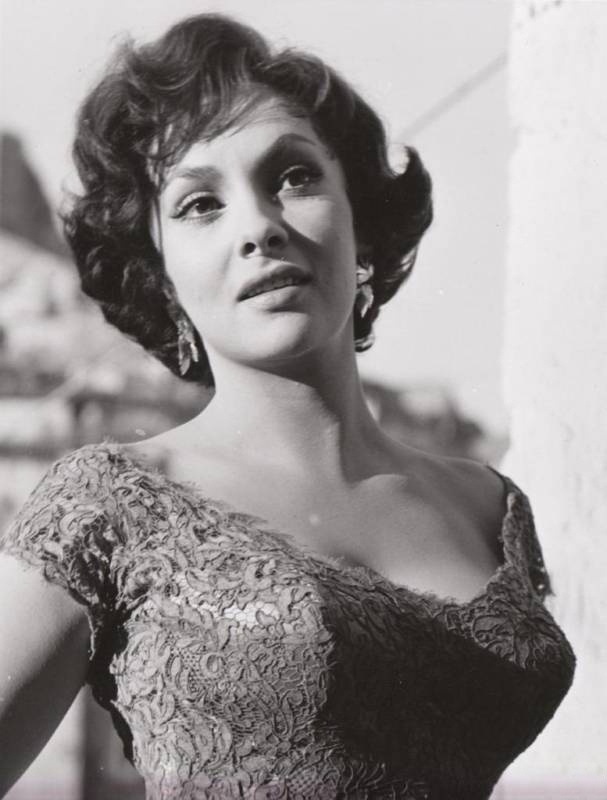
Gina Lollobrigida, i sin berömda dekolleterade klänning, 1960.
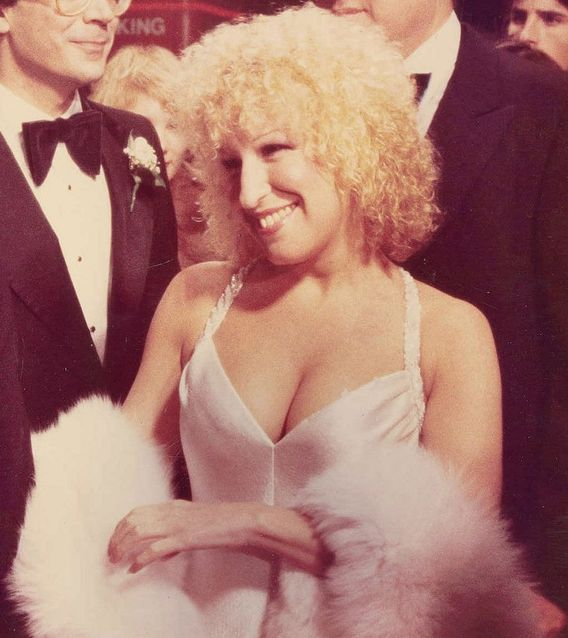
Bette Midler, 1979.
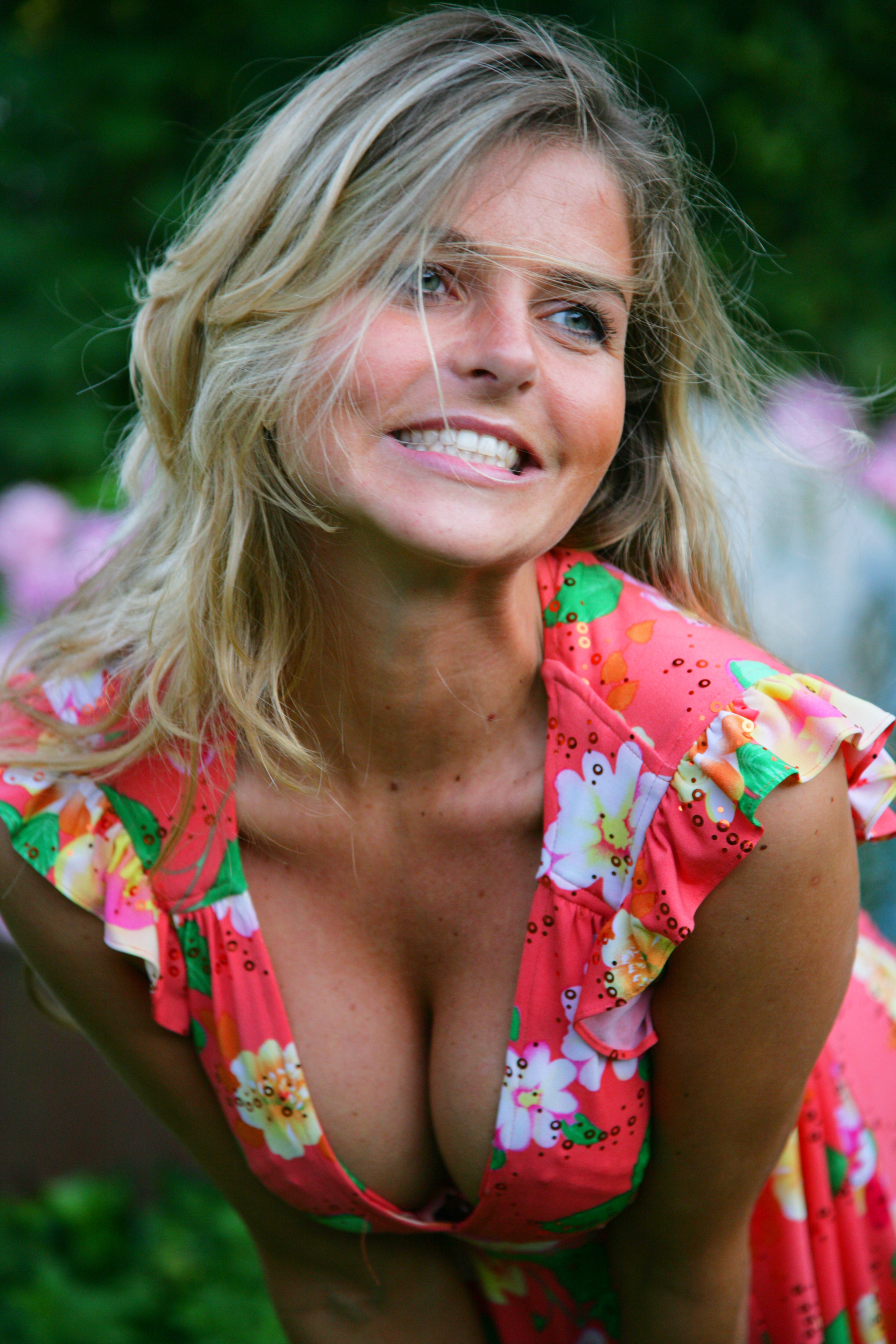
Nederländsk kvinna, 2005.